# Idiomacromerus regillus
Idiomacromerus regillus är en stekelart som först beskrevs av Wallace A. Steffan 1962.  Idiomacromerus regillus ingår i släktet Idiomacromerus och familjen gallglanssteklar. Inga underarter finns listade i Catalogue of Life.